# Municipio de Berlin (condado de Ionia)
El municipio de Berlin (en inglés: Berlin Township) es un municipio ubicado en el condado de Ionia en el estado estadounidense de Míchigan. En el año 2010 tenía una población de 2116 habitantes y una densidad poblacional de 19,56 personas por km².

## Geografía
El municipio de Berlin se encuentra ubicado en las coordenadas 42°54′21″N 85°7′57″O / 42.90583, -85.13250. Según la Oficina del Censo de los Estados Unidos, el municipio tiene una superficie total de 108.19 km², de la cual 107,6 km² corresponden a tierra firme y (0,54 %) 0,59 km² es agua.

## Demografía
Según el censo de 2010, había 2116 personas residiendo en el municipio de Berlin. La densidad de población era de 19,56 hab./km². De los 2116 habitantes, el municipio de Berlin estaba compuesto por el 96,93 % blancos, el 0,33 % eran afroamericanos, el 0,47 % eran amerindios, el 0,33 % eran asiáticos, el 0,66 % eran de otras razas y el 1,28 % eran de una mezcla de razas. Del total de la población el 1,98 % eran hispanos o latinos de cualquier raza.